# 何鍵
何 鍵（か けん）は中華民国の軍人。湘軍（湖南軍）に属し、後に武漢国民政府の有力な軍指揮官となる。上海クーデター後に蔣介石を支持し湖南省を長期にわたって統治したが、西安事件での対応を蔣に猜疑され失脚した。字は芸樵（雲樵の説もある）。号は容園。

## 事績

### 湘軍での台頭
富農の家庭に生まれる。1906年（光緒32年）から崇古学堂、湖南公立法政学堂で学んだ。辛亥革命の後、いったんは文官となったが、まもなく軍人の道に転じる。湖北陸軍第三中学、保定陸軍軍官学校第3期歩兵科と学んだ。1916年（民国5年）の卒業後、湘軍に加入している。
1921年（民国10年）ごろから、何鍵は湘軍第1師第1旅旅長の唐生智配下となり、騎兵団長として起用された。1923年（民国12年）8月の「譚趙之戦」では、唐に従って北京政府側の湖南省長・趙恒惕に味方し、南方政府側の譚延闓と戦う。趙が勝利すると、唐は第4師師長に昇進し、何も同師第9旅旅長となった。
1926年（民国15年）3月、唐生智・何鍵は中国国民党と結んで蜂起し、趙恒惕を駆逐した。7月、広州国民政府が北伐を開始すると、唐・何も中国国民党と国民革命軍に加入している。あわせて唐は第8軍軍長、何は同軍第1師師長に任ぜられた。唐率いる第8軍は武漢攻略に貢献し、河南省まで進軍している。これにより、唐・何は、汪兆銘首班の武漢国民政府において軍事力を擁する有力者となった。
1927年（民国16年）4月12日に上海クーデターが起きると、かねてから農民運動に反感を抱いていた唐生智・何鍵は蔣介石を支持した。翌月以降、何は湖南省や湖北省で共産党弾圧を開始し、汪兆銘と蔣の合流を促すことになる。

### 湖南省統治
汪兆銘と蔣介石が合流した後の同年11月、唐生智は反蔣の動きを見せたために、新広西派（新桂系）の攻撃を受け、下野に追い込まれた。これ以後、何は唐配下から離脱し、新桂系支持に転じて湖南全省清郷督弁に任じられた。まもなく新広西派と蔣の対立が深まると、何は今度は蔣に接近を図るようになる。
1929年（民国18年）3月、何鍵は蔣介石から湖南省政府主席に任ぜられた。さらに同月に勃発した蔣桂戦争では、何は討逆軍第4軍軍長に任ぜられ、広西省へ進攻して蔣派勝利に貢献している。その後も何は蔣介石を支持し、反蔣派との戦いにも参戦した。しかし1930年（民国19年）には、新広西派と紅軍により、それぞれ1度ずつ省会（省都）長沙を失陥させられるという憂き目にも遭っている。このときは、蔣の支持を受けたため辛うじて何は求心力を確保し、何とか長沙を奪還した。これ以後も、何は共産党粛清や中国共産党掃討作戦に度々参加している。この間1929年に朱徳夫人の伍若蘭、1930年に毛沢東夫人の楊開慧を処刑している。
何鍵は湖南省政府主席に就任してから8年余りにわたり湖南省を統治した。これにより、何は10万人規模の軍勢を抱える実力者となる。しかし1936年（民国15年）の両広事変（陳済棠の反蔣蜂起）や西安事件において、何はそれぞれの反蔣派とも結んだ動きを見せた。蔣介石は何を猜疑し、翌年11月、何を湖南省政府主席から罷免して、内政部長へ異動させている。さらに湖南の軍を率いていた何の腹心・劉建緒も、第4路軍総指揮に任命されて江蘇・浙江方面へ赴くことになった。

### 失脚後の不振
何鍵は、上官だった程潜や唐生智、部下の劉建緒らとは異なり、日中戦争勃発後も蔣介石から軍指揮権を与えられることは全く無かった。それどころか1939年（民国28年）5月に内政部長を罷免されると、何は軍事委員会撫恤委員会主任委員という閑職に移されてしまうほどの冷遇を受けている。1945年（民国34年）5月、中国国民党第6期中央執行委員に選出されたものの、日中戦争終結直後に病気を理由に辞職、故郷に隠棲し完全に政界から身を引いた。国共内戦末期に、何は香港を経由して台湾に逃れ、総統府国策顧問に任ぜられた。1956年（民国45年）4月25日、台北市にて脳溢血により死去。享年70（満69歳）。

## 著作
- 『大同與小康』
- 『八道衍義』

## 注

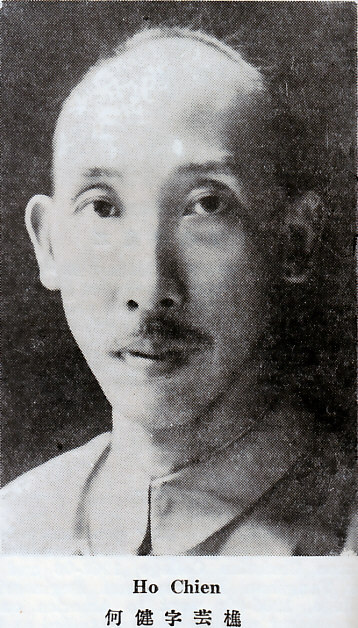
何鍵別影
Who's Who in China 4th ed. (1931)

1. ↑  李（1981）、199-200頁。
2. 1 2 3 4 5 6 7  徐主編（2007）、660頁。
3. 1 2 3 4 5 6 7  劉国銘主編（2005）、1096頁。
4. 1 2  李（1981）、200頁。
5. ↑  李（1981）、200-201頁。
6. ↑  李（1981）、201-202頁。
7. ↑  長沙奪還後の1930年11月、何鍵は毛沢東の妻・楊開慧を処刑している。
8. ↑  李（1981）、202-205頁。
9. ↑  李（1981）、205-206頁。
10. ↑  李（1981）、206頁。